# Goodyear Tire and Rubber Company
The Goodyear Tire & Rubber Company je ameriško podjetje, ki se ukvarja predvsem s proizvodnjo pnevmatik za avtomobile, dirkalnike, letala in težko mehanizacijo, poleg tega pa tudi drugih izdelkov iz gume. Podjetje je leta 1898 ustanovil Frank Seiberling in ga poimenoval po Charlesu Goodyearu, izumitelju postopka vulkanizacije. Danes je podjetje eno od treh največjih svetovnih proizvajalcev pnevmatik (poleg podjetij Bridgestone in Michelin).